# Lutz-Martin Farm
 (octobre 2020).
Pour les articles homonymes, voir Lutz et Martin.
La Lutz-Martin Farm est une ferme américaine du comté de Summit, dans l'Ohio. Protégée au sein du parc national de Cuyahoga Valley depuis la création de ce dernier en 2000, elle est inscrite au Registre national des lieux historiques depuis le 3 juillet 2003.